# Larry Manetti
Larry Manetti (Chicago, 23 luglio 1947) è un attore statunitense, conosciuto principalmente per aver interpretato il ruolo di  Rick Orville Wright nella serie televisiva Magnum, P.I..

## Biografia
Il primo ruolo in televisione fu quello di un giovane detective, nella serie Chase, serie televisiva trasmessa dalla ABC nel 1973 e prodotta da Jack Webb per la Universal Television. Dal 1976 al 1978 interpreta Bobby Boyle in La squadriglia delle pecore nere, con Robert Conrad. 
Nel 1980 arriva il grande successo con la serie Magnum, P.I. che durerà fino al 1988, in cui interpreta Orville "Rick" Wright, direttore del "King Kameamea Club" e grande amico di Magnum, conosciuto ai tempi della guerra in Vietnam. Manetti appare, a decorrere da quel periodo, anche in molti altri film o telefilm come guest star, come ad esempio JAG e Walker Texas Ranger.
Nel 2001 pubblica Aloha Magnum, un libro in cui racconta i retroscena della realizzazione della serie Magnum, P.I., oltre che alcuni aneddoti su altre star di Hollywood che hanno partecipato allo show come Frank Sinatra, o come Michelle Pfeiffer, della quale Manetti è uno degli scopritori, per essere stato tra i giudici ad un concorso di bellezza locale. Dal luglio 2011, Manetti e la moglie conducono uno spettacolo radiofonico sulla CRN Digital Talk Radio Networks. 
Nel 2013 ha accettato di apparire nella nuova versione del telefilm Hawaii Five-0 nel ruolo di Nicky “The Kid” Demarco. Nello stesso ruolo ha partecipato ad alcuni episodi del reboot di Magnum P.I.
Nel 2023 ha partecipato come guest star ad un episodio della serie Blue Bloods in cui il suo vecchio amico Tom Selleck è un co-protagonista.

### Vita privata
È sposato con l'attrice Nancy De Carl, con cui ha avuto un figlio, Lorenzo Manetti (1980).
In un'intervista del 2023 ha dichiarato di avere avuto un ictus nel 2016 e da quel momento ha problemi di deambulazione che lo costringono a dover utilizzare spesso una sedia a rotelle, come mostrato anche nella puntata di Blue Bloods a cui ha partecipato.

## Filmografia parziale

### Cinema
- Panico nello stadio (Two-Minute Warning), regia di Larry Peerce (1976)
- Snapdragon - Il fiore che uccide (Snapdragon), regia di Worth Keeter (1993)
- Nome in codice: Alexa 2 (CIA II: Target Alexa), regia di Lorenzo Lamas (1993)
- Il casinò della paura (Top of the World), regia di Sidney J. Furie (1997)
- La faccia violenta della legge (Scar City), regia di Ken Sanzel (1998)
- No Tomorrow, regia di Master P (1999)
- Hijack - Ore contate (Hijack), regia di Worth Keeter (1999)
- The Stoneman, regia di Ewing Miles Brown (2002)
- Cool Money, regia di Gary Burns – film TV (2005)
- Sinatra Club, regia di James Quattrochi (2010)
- The Man Who Shook the Hand of Vicente Fernandez, regia di Elia Petridis (2012)

### Televisione
- The Girl Most Likely to..., regia di Lee Philips – film TV (1973)
- Squadra emergenza (Emergency One!) – serie TV, 5 episodi (1973-1978)
- Starsky & Hutch – serie TV, episodio 1x01 (1975)
- The Kansas City Massacre, regia di Dan Curtis – film TV (1975)
- Galactica – serie TV, 5 episodi (1978)
- La squadriglia delle pecore nere (Baa Baa Black Sheep) – serie TV (1978)
- Magnum, P.I. – serie TV, 158 episodi (1980-1988)
- Un salto nel buio (Tales from the Darkside) – serie TV, episodi 2x16-3x09 (1986)
- Renegade – serie TV, 5 episodi (1993-1996)
- Bandit: Bandit Bandit, regia di Hal Needham – film TV (1994)
- Crowfoot, regia di James Whitmore Jr. – film TV (1995)
- Esperimento letale (Subliminal Seduction), regia di Andrew Stevens – film TV (1996)
- JAG - Avvocati in divisa (JAG) – serie TV, 3 episodi (1997-2004)
- Walker Texas Ranger – serie TV, 2 episodi (1998-2000)
- Dietro le sbarre (Time Served), regia di Glen Pitre – film TV (1999)
- Il sostituto (The Alternate), regia di Sam Firstenberg – film TV (2000)
- Amori e dissapori (Back to You and Me), regia di David S. Cass Sr. – film TV (2005)
- Hawaii Five-0 – serie TV, 6 episodi (2013-2016)
- Magnum P.I. – serie TV, episodi 2x02-2x07-5x13 (2019-2023)
- Blue Bloods – serie TV, episodio 13x18 (2023)

## Doppiatori italiani
Nelle versioni in italiano delle opere in cui ha recitato, Larry Manetti è stato doppiato da:
- Luigi La Monica in Magnum, P.I. (st. 1)
- Silvano Piccardi in Magnum, P.I. (st. 2-8)
- Angelo Nicotra in Renegade
- Saverio Indrio in Renegade
- Domenico Maugeri in Hawaii Five-0 (ep. 3x17, 4x09)
- Emidio La Vella in Hawaii Five-0 (ep. 4x21, st. 5-6)
- Nicola Braile in Magnum P.I. (2018, st. 2)
- Giovanni Caravaglio in Magnum P.I. (2018, ep. 5x13)
- Bruno Alessandro in Blue Bloods